# La Roche-Maurice
La Roche-Maurice is een gemeente in het Franse departement Finistère, in de regio Bretagne. De plaats maakt deel uit van het arrondissement Brest. La Roche-Maurice telde op 1 januari 2022 1.865 inwoners.
In de gemeente ligt de spoorweghalte La Roche-Maurice.

## Geografie
De oppervlakte van La Roche-Maurice bedroeg op 1 januari 2022 12,04 vierkante kilometer; de bevolkingsdichtheid was toen 154,9 inwoners per km².

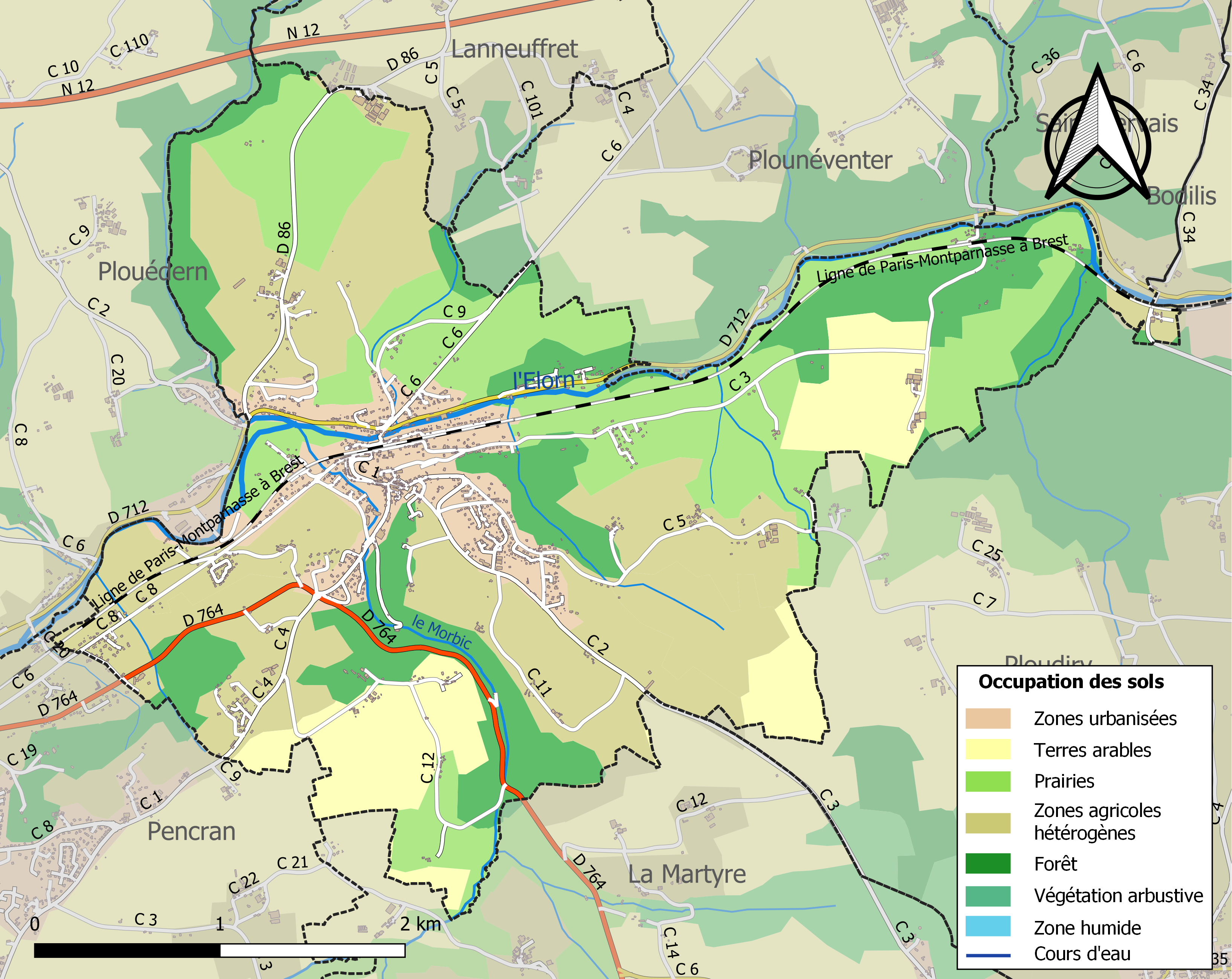
Kaart van de gemeente met belangrijkste infrastructuur, bodemgebruik en omliggende gemeenten

## Demografie
Onderstaande figuur toont het verloop van het inwonertal (bron: INSEE-tellingen).